# ザ・ドゥルッティ・コラム
ザ・ドゥルッティ・コラム（The Durutti Column）は、ヴィニ・ライリーによるイギリスの音楽プロジェクト。

## 概要
1979年、ファクトリー・レコードよりアルバム『ザ・リターン・オブ・ザ・ドゥルッティ・コラム』にてデビュー。以後、約30年にわたり活動しているバンド（ただしメンバーはギターとピアノ担当のヴィニ・ライリーのみ）である。ブルース・ミッチェルがドラムおよびパーカッション担当として多くの作品にわたって参加している。パンク/ニュー・ウェイヴ期のイギリス音楽界で異彩を放ち、地味ながらも息の長い活動を続けている。「ドゥルッティ・コラム（Durutti Column）」というバンド名はスペイン内戦時に共和国軍側で戦った伝説的なアナキスト闘士の率いた部隊の名称と、1966年に発表された『Le Retour De La Colonne Durutti』という漫画本のタイトルから引用されている。ただし、アナキスト闘士の綴りは「Durruti」(en:)であり、ミス・スペルがそのまま定着した。

## メンバー

### 現在のメンバー
- ヴィニ・ライリー (Vini Reilly)
- ブルース・ミッチェル (Bruce Mitchell)
- キアー・スチュワート (Keir Stewart)
- ポッピー・モーガン (Poppy Morgan)

### 旧メンバー
- デイヴ・ロウボーサム (Dave Rowbotham)
- クリス・ジョイス (Chris Joyce)
- フィル・レインフォード (Phil Rainford)
- トニー・バウワーズ (Tony Bowers)
- トビー・トーマン (Toby Toman)
- コリン・シャープ (Colin Sharp)
- ティム・ケレット (Tim Kellett)
- ピーター・フック (Peter Hook)
- マーティン・ジャクソン (Martin Jackson)
- ジョン・メトカーフ (John Metcalfe)

## ディスコグラフィ

### スタジオ・アルバム
- 『ザ・リターン・オブ・ザ・ドゥルッティ・コラム』 - The Return of the Durutti Column (1980年、Factory)
- 『LC』 - LC (1981年、Factory)
- 『アナザー・セッティング』 - Another Setting (1983年、Factory)
- 『ポルトガルの友〜ジャクリーヌに捧ぐ』 - Amigos em Portugal (1983年、Fundação Atlântica)
- 『ウィズアウト・マーシー』 - Without Mercy (1984年、Factory)
- 『サーカセス・アンド・ブレッド』 - Circuses and Bread (1986年、Factory)
- 『ギター・アンド・マザー・マシーンズ』 - The Guitar and Other Machines (1987年、Factory)
- 『ヴィニ・ライリー』 - Vini Reilly (1989年、Factory)
- 『オベイ・ザ・タイム』 - Obey the Time (1990年、Factory)
- 『セックス・アンド・デス』 - Sex and Death (1994年、Factory Too/London)
- 『フィデリティ』 - Fidelity (1996年、Les Disques du Crépuscule) ※ベルギー限定
- Time Was Gigantic... When We Were Kids (1998年、Factory Too/London)
- 『リベリオン』 - Rebellion (2001年、Artful/Universal)
- 『Someone Else's Party』 - Someone Else's Party (2003年、Artful/Universal)
- Tempus Fugit (2004年、Kooky)
- 『キープ・ブリージング』 - Keep Breathing (2006年、Artful)
- 『イディオット・サバンツ』 - Idiot Savants (2007年、Fullfill)
- Sunlight to Blue... Blue to Blackness (2008年、Kooky)
- 『静謐なる激情』 - Love in the Time of Recession (2009年、Artful)
- A Paean to Wilson (2010年、Kooky)
- 『ショート・ストーリーズ・フォー・ポーリン』 - Short Stories for Pauline (2012年、Factory Benelux) ※1983年録音

### ライブ・アルバム
- Live At The Venue London (1983年、VU)
- 『どうもありがとう〜ライヴ・イン・トーキョー』 - Domo Arigato (1985年、Factory) ※1985年4月25日、東京・五反田簡易保険会館ホールで録音
- Live At The Bottom Line New York (1987年、ROIR)
- 『ライヴ・イン・ブリュッセル 13.8.1981』 - Live in Bruxelles 13.8.1981 (2008年、LTM)
- Chronicle (2011年、Kooky) ※限定盤

### コンピレーション・アルバム
- Valuable Passages (1986年、Factory)
- The Sporadic Recordings (1989年、TTTTTTTTT) ※デモ、未発表音源集。限定盤
- 『リップス・ザット・ウッド・キス』 - Lips That Would Kiss (Form Prayers to Broken Stone) (1991年、Factory Benelux)
- 『ドライ』 - Dry (1991年、Materiali Sonori) ※オリジナルはイタリア限定。1980年代の未発表音源集
- 『レッド・シューズ』 - Red Shoes (1992年、Materiali Sonori) ※オリジナルはイタリア限定。1980年代の未発表音源集
- Return of the Sporadic Recordings (2002年、Kooky) ※限定盤
- Faith (2004年、Kooky)
- The Best of the Durutti Column (2004年、Warner)
- Sub Group '06 (2006年、Kooky) ※未発表音源、デモ、アウトテイク集
- Sporadic Three (2007年、Kooky) ※レア、未発表音源集
- 『クロニクル XL』 - Chronicle XL (2011年、Kooky) ※『Chronicle』の拡張盤
- At Twilight (2016年、Les Disques du Crépuscule)
- 『M24J (アンソロジー)』 - M24J (Anthology) (2018年、Factory Benelux)
- Deux Triangles (2021年、Factory Benelux) ※限定盤LP。1982年のEP拡張盤

### EP
- 『ドゥー・トライアングルス』 - Deux Triangles (1982年、Factory Benelux) ※オリジナルはベルギー限定
- 『セイ・ホワット・ユー・ミーン』 - Say What You Mean, Mean What You Say (1985年、Factory)
- Greetings Three (1986年、Materiali Sonori)
- The City of Our Lady (1987年、Factory) ※with デビー・ダイアモンド
- WOMAD Live (1989年、Factory)
- A Collection of Bonus Tracks from 2001–2009 (2009年、Fullfill)

### シングル
- 「リップス・ザット・ウッド・キッス」 - "Lips That Would Kiss" (1980年)
- "Enigma" (1981年)
- "Sketch for Summer" (1981年)
- "Weakness & Fever" (1982年)
- "I Get Along Without You Very Well"/"Prayer" (1983年)
- 「ささげもの」 - "Dedications For Japan" (1984年) ※日本限定。「Love Fading」「For Noriko」収録
- "Tomorrow" (1986年)
- "Our Lady of the Angels" (1987年)
- "Cup a Soup Romance" (2008年)
- "Free from All the Chaos" (2020年) ※featuring Caoilfhionn Rose 限定盤

## 来日公演
- 1984年 ミュージック・エパーブ（漂う音楽）と題したイベント　ミカド他、クレプスキュールレーベル所属アーチストの一員として来日演奏（渋谷公会堂）
- 1985年 初単独来日公演（東京五反田簡易保険会館・京都CBGB 他）
- 1987年 来日公演（東京 The Inkstick）